# Monument a Miquel Biada
El Monument a Miquel Biada és una obra del municipi de Mataró (Maresme) inclosa en l'Inventari del Patrimoni Arquitectònic de Catalunya.

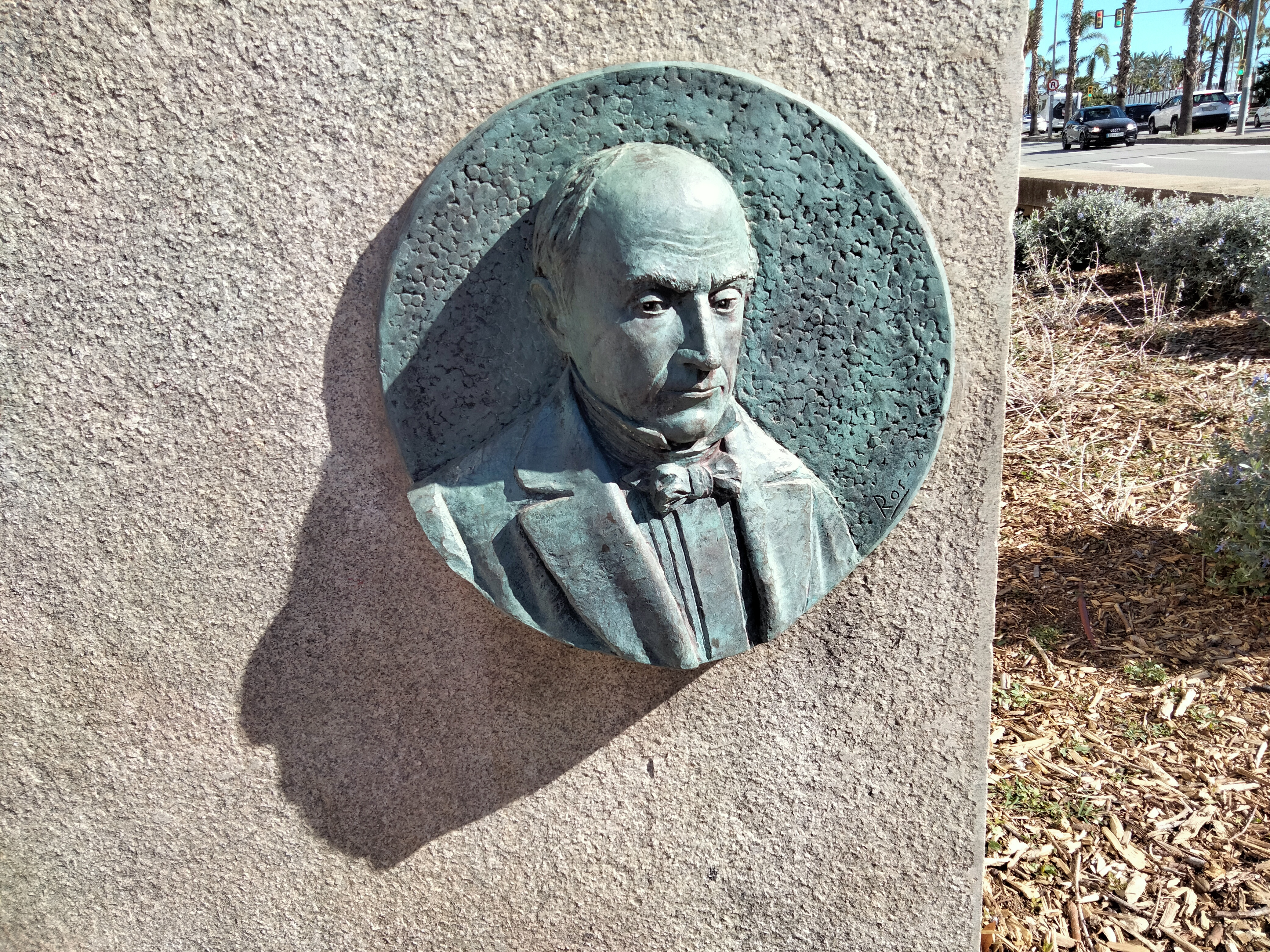
Medalló amb l'efígie de Miquel Biada

Ubicat a la placeta de l'estació, inaugurat l'any 1948 amb motiu de les festes del primer centenari del primer tren de l'Estat. És obra de l'escultor J. Ros i Bofarull, autor de les imatges de la Mare de Déu i de les Santes Juliana i Semproniana de l'altar major de la Basílica Parroquial de Santa Maria, i representa Mercuri sobre una roda, símbol del nou mitjà de transport. A la base hi ha un medalló que reprodueix el perfil de l'impulsor del ferrocarril i les dates de commemoració del centenari.